# Judith Walls
Judith Louise Walls ist ordentliche Professorin für Nachhaltigkeitsmanagement und Direktorin des Instituts für Wirtschaft und Ökologie an der Universität St. Gallen (HSG). Die Niederländerin forscht an der Schnittstelle zwischen Wirtschaft und ökologischer Nachhaltigkeit.

## Ausbildung
Judith Walls schloss ihren Master of Science in Biodiversity, Wildlife, and Ecosystem Health an der University of Edinburgh mit Auszeichnung ab. Im Anschluss machte sie noch einen Master in Business Administration (M.B.A.) an der National University of Singapore. Von 2003 bis 2007 promovierte sie am Rensselaer Polytechnic Institute in Troy im Bundesstaat New York im Bereich Management.

## Lehre und Forschung
Nach ihrer Promotion forschte Walls als Stipendiatin am Erb Institute for Global Sustainable Enterprise an der University of Michigan zu Umweltfragen in der Wirtschaft mit Schwerpunkt Unternehmensführung. Von 2013 bis 2018 lehrte und forschte Walls an der Nyang Technological University in Singapur. Von 2016 bis 2018 war sie dort als Assistenzprofessorin tätig. Seit 2019 ist Judith Walls Lehrstuhlinhaberin für Nachhaltigkeitsmanagement, Professorin an der School of Management und Co-Direktorin des Instituts für Wirtschaft und Umwelt (IWÖ) an der Universität St. Gallen. Sie forscht an der Schnittstelle von Wirtschaft und ökologischer Nachhaltigkeit und konzentriert sich dabei auf das Führungsverhalten. Beispielsweise interessiert sie sich dafür, in welcher Weise und mit welchen Eigenschaften Führungskräfte wie CEOs, Topmanager und Vorstände darauf einwirken können, dass ihre Unternehmen nachhaltiger werden. In ihrer Forschung zeigt sie auf, dass Führungskräfte, die persönlich mit Nachhaltigkeitsthemen in Berührung gekommen sind, beispielsweise durch Freiwilligenarbeit, eher gewillt sind, ihr Unternehmen in Richtung ökologische Nachhaltigkeit zu verbessern. Zudem erforscht und ermittelt sie Geschäftsmodelle, die sowohl in als auch ausserhalb von Unternehmen Nachhaltigkeit fördern.
Ihre Forschungsergebnisse sind in diversen internationalen Management-Zeitschriften erschienen (darunter Strategic Management Journal, Journal of Organizational Behavior, Journal of Business Ethics, und Business and Society). 

## Arbeit
Vor ihrer akademischen Karriere war Walls im Bereich Investor Relations Consulting bei Technimetrics/Thomson Financial (jetzt Thomson-Reuters) in Europa und im asiatisch-pazifischen Raum tätig. Darüber hinaus hat Walls in Namibia, Botswana und der Mongolei als Freiwillige für Naturschutzorganisationen gearbeitet und sich mit Themen im Zusammenhang mit Konflikten zwischen Mensch und Wildtieren auf lokaler Ebene beschäftigt. Die gebürtige Niederländerin hat in Asien, Australien, Afrika und Nordamerika gelebt, bevor sie 2019 in die Schweiz zog.

## Auszeichnungen (Auswahl)
- 2017 Best Paper Award, Administrative Sciences Association of Canada.
- 2015 Outstanding Paper Award, Emerald Literati.
- 2014 Best Paper Award, Academy of Management.

## Werke (Auswahl, nach Erscheinen geordnet)
- Walls, Judith L; Salaiz, Ashley & Chiu, Shih-Chi (Sana): Wanted: Heroic Leaders to Drive the Transition to ‘Business Beyond Usual‘. In: Strategic Organization, 2020.
- Chiu, S.C. & Walls, Judith: Leadership Change and Corporate Social Performance: The Context of Financial Distress Makes all the Difference. In: Leadership Quarterly, 2019.
- Jaskiewicz, Peter; Combs, James; Ravi, Rahul & Walls, Judith: Family Firms’ Use of Symbolic and Substantive CSR for Financial Gain. Rede am Academy of Management Annual Meeting (AOM), 2019.
- Walls, Judith: The power of one: Leadership and corporate sustainability. In: European Business Review, 2018.